# Van Cortlandt Park–Calle 242 (línea de la Séptima Avenida–Broadway)
Van Cortlandt Park–Calle 242 es la estación terminal más septentrional de la Línea de la Séptima Avenida-Broadway del metro de Nueva York. localizada en la intersección de la calle 242 y Broadway en el Bronx, es servida por los trenes 1 todo el tiempo.
Esta estación esta adyacente al Van Cortlandt Park, Manhattan College, y el ramal de la calle 240 del sistema de metro. Sirve a Riverdale, una comunidad en el Bronx. Con una caminata empinada a lo largo de la Calle 242o y Manhattan College Parkwaw al oeste de Broadway colinda con la Universidad y a lo largo del camino hay una panorámica de la yarda.

## Imágenes

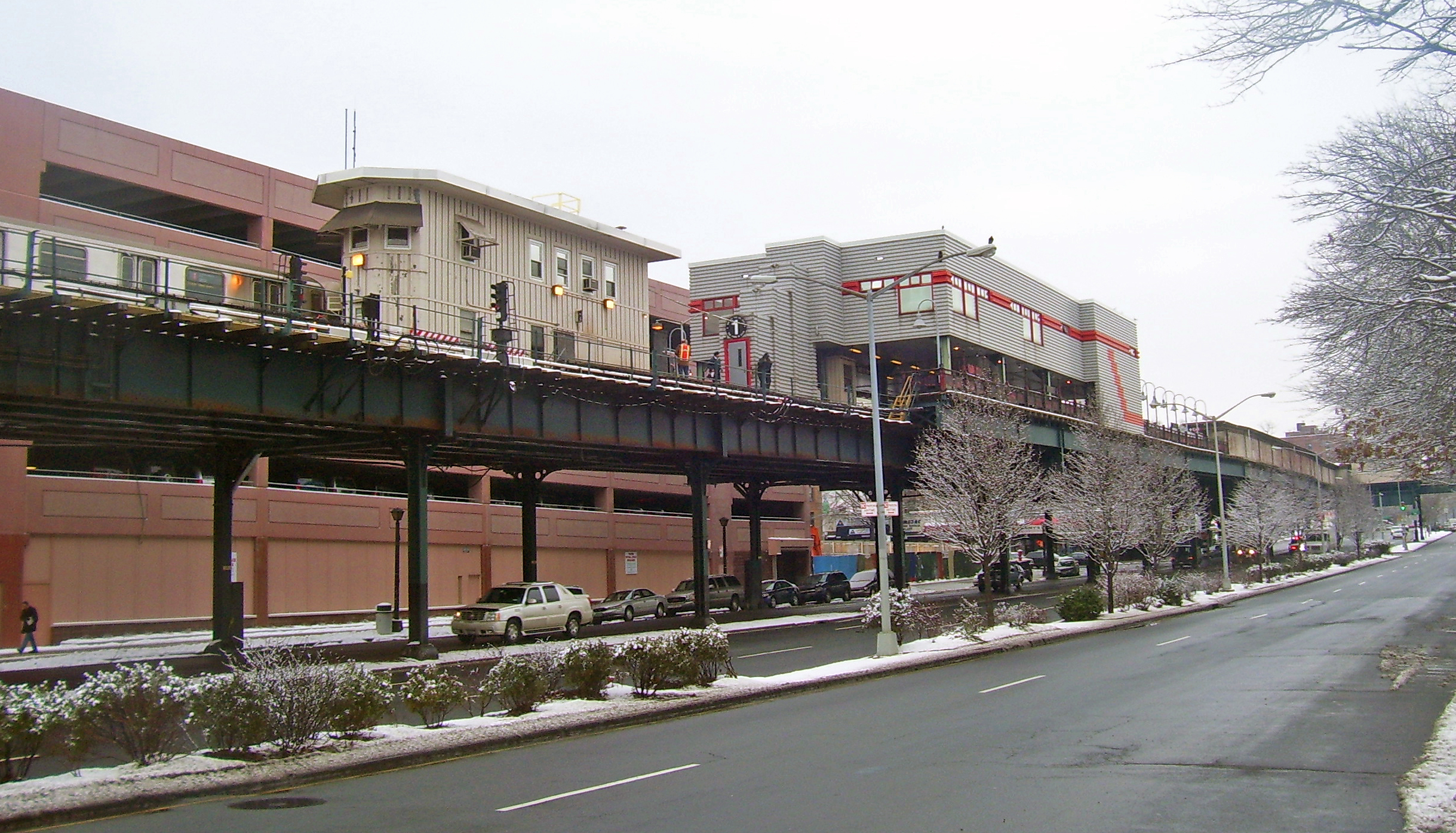
Vista de la estación y la cabina de señalización.

## Conexiones de Buses
Rutas
- Bx9

Rutas de la línea Bee
- 1
- 2
- 3